# Кусайла

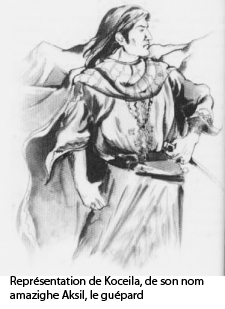
Кусайла

Кусайла (бербер. ⴰⴽⵙⵉⵍ, Аксель или Аксиль, лат. Caecilius, араб. كسيلة‎; ум. 690) — берберский христианский король королевства Альтава и вождь племени Авраба и, возможно, христианский царь союза берберских племён Санхаджи. Вдохновлял сопротивление мусульманскому завоеванию Магриба в 680-х годах.

## Биография
Первоначально берберско-римские государства смогли победить Омейядских завоевателей в битве при Вескере (современная Бискра в Алжире), которая велась в 682 году между берберами совместно с их византийскими союзниками из Экзархата Карфагена против Омейядской армии под командованием Укбы ибн Нафи (основателя Кайруана). В конечном итоге Укба ибн Нафи достиг Атлантического океана и рек Дра и Су на юге. Возвращаясь с похода, он был встречен армией берберо-византийской коалиции к югу от Вескеры в Тахуде, его войско было разгромлено, а сам Укба был убит. В результате этого поражения, арабы были изгнаны из района современного Туниса и восточного Алжира на более чем десять лет.
По мнению Ибн Хальдуна, родиной Кусайлы был Тлемсен. По мнению историка Ное Вильяверде (Noe Villaverde), Кусайла был королем Королевства Альтава. Другие более ранние источники ассоциируют его только с областью Аврас. Кусайла вырос в берберском племени во времена византийского экзархата.
Его латинское имя Цецилий говорит о том, Кусайла был из знатной римско-берберской семьи.
Кусайла был захвачен Укбой и закован в цепи, но в 683 году ему удалось бежать и поднять против мусульман большое войско, состоящее из берберов-христиан и византийских солдат. Близ Бискры он напал на мусульманское войско, которое возвращалось из похода. Во время этой битвы был убит командующий мусульманской армией — Укба ибн Нафи. После смерти Укбы его войска отступили в Кайруан. В течение нескольких лет Кусайла был полновластным правителем Северной Африке со столицей в Кайруане. Спустя пять лет Кусайла был убит в сражении против свежих мусульманских войск, прибывших из Дамаска. Через некоторое время Авраба признало господство мусульман. После смерти Кусайлы знамя сопротивления перешло к племени Джерава, которое жило в горах Аврас.